# プチ鹿島のラジオ19XX
『プチ鹿島のラジオ19××』（ぷちかしまのらじおいちきゅうばつばつ）は、山梨放送（YBS）で毎週土曜日に放送されているラジオ番組である。

## 概要
カーペンターズの名曲「イエスタデイ・ワンス・モア」がテーマ曲であり、1990年から2年間、フジテレビの深夜を彩った音楽番組「19XX」（ナインティーン・ダブル・エックス）へのオマージュが感じられる番組である。1980年代から90年代の政治、社会、スポーツ、芸能をワンテーマで振り返っていく魅惑の30分番組になっている。

## 出演
- パーソナリティ：プチ鹿島（PK）
- アシスタント：海野紀恵

## 放送時間
土曜 18:00 - 18:30

## ネット局
2025年4月現在。
| 放送地域       | 放送局            | 放送時間                     | 放送開始                     | 備考        |
| -------------- | ----------------- | ---------------------------- | ---------------------------- | ----------- |
| 山梨県         | 山梨放送（YBS）   | 土曜 18:00 - 18:30           | 2021年12月4日 -              | 制作局      |
| 岡山県         | RSK山陽放送       | 土曜 18:30 - 19:00           | 2022年4月2日 -               |             |
| 富山県         | 北日本放送（KNB） | 金曜 23:30 - 24:00           | 2022年4月2日 -               | [ 注釈 1 ]  |
| 静岡県         | 静岡放送（SBS）   | 日曜 10:15 - 10:45           | 2022年4月2日 -               | [ 注釈 2 ]  |
| 新潟県         | 新潟放送（BSN）   | 火曜 23:00 - 23:30           | 2022年4月3日 -               | [ 注釈 3 ]  |
| 京都府 滋賀県  | KBS京都           | 金曜 5:15 - 5:45             | 2022年4月3日 -               | [ 注釈 4 ]  |
| 沖縄県         | ラジオ沖縄（ROK） | 火曜 23:30 - 24:00           | 2024年10月1日 -              |             |
| 岩手県         | IBC岩手放送       | 火曜 21:30 - 22:00           | 2025年4月1日 -               | [ 1 ] [ 2 ] |
| 過去のネット局 |                   |                              |                              |             |
| 石川県         | 北陸放送（MRO）   | 月曜 0:00 - 0:30（日曜深夜） | 2022年4月4日 - 9月26日       |             |
| 長野県         | 信越放送（SBC）   | 日曜 20:30 - 21:00           | 2022年10月1日 - 2025年6月8日 | [ 注釈 5 ]  |